# Ормож
Ормож (словен. Ormož, мађ. Ormosd, прек. Ormošd) је град и управно средиште истоимене општине Ормож, која припада Подравској регији у Републици Словенији.
По попису становништва из 2011. године насеље Ормож имало је 2.174 становника.